# Simon Renard de Saint-André

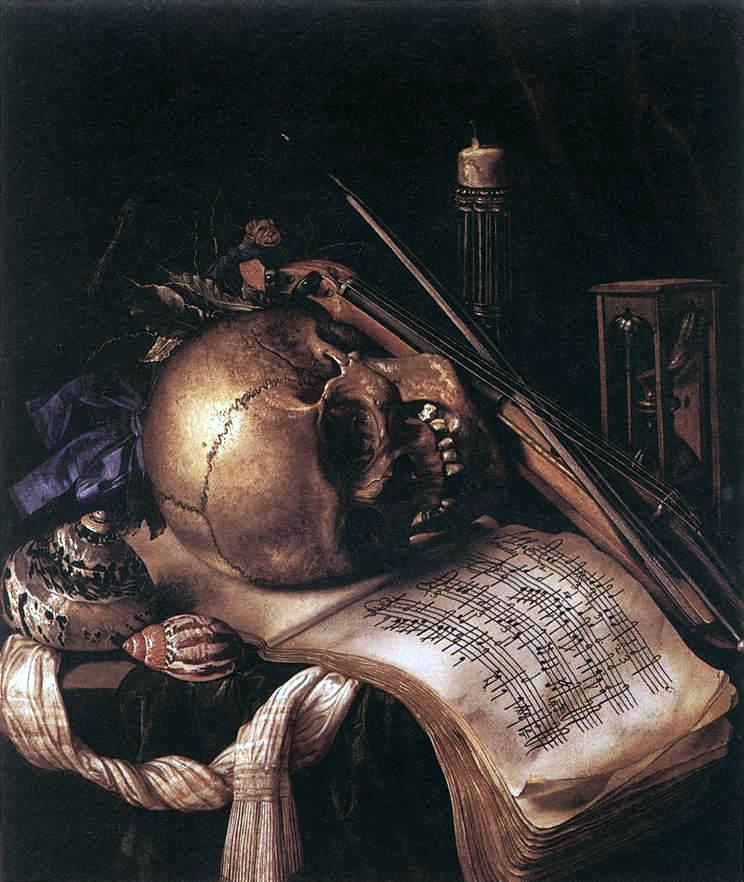
Vanitas (Próżność)

Simon Renard de Saint-André (ur. w 1614 w Paryżu, zm. 1677 tamże) – francuski malarz okresu baroku.
Był uczniem Louisa Beaubruna. Pracował także w Rzymie. W 1663 został członkiem Królewskiej Akademii Malarstwa i Rzeźby. Malował portrety i martwe natury typu vanitas.

## Wybrane dzieła
- Maria Austriaczka i Maria Teresa – Wersal, Musée National de Château,
- Vanitas (Próżność) – Lyon, Musée des Beaux-Arts,
- Vanitas – Marsylia, Musée des Beaux-Arts,
- Vanitas – Châlon-en-Champagne,  Musée Garinet.